# بن هاکی
بن هاکی (انگلیسی: Ben Hawkey؛ زادهٔ ۲۵ آوریل ۱۹۹۶) یک هنرپیشه اهل بریتانیا است.
از فیلم‌ها یا مجموعه‌های تلویزیونی که وی در آن‌ها نقش داشته‌است می‌توان به و اینک نگهبانی او پایان یافت، را. یک و بچه اشاره نمود.